# Orgelstämmor

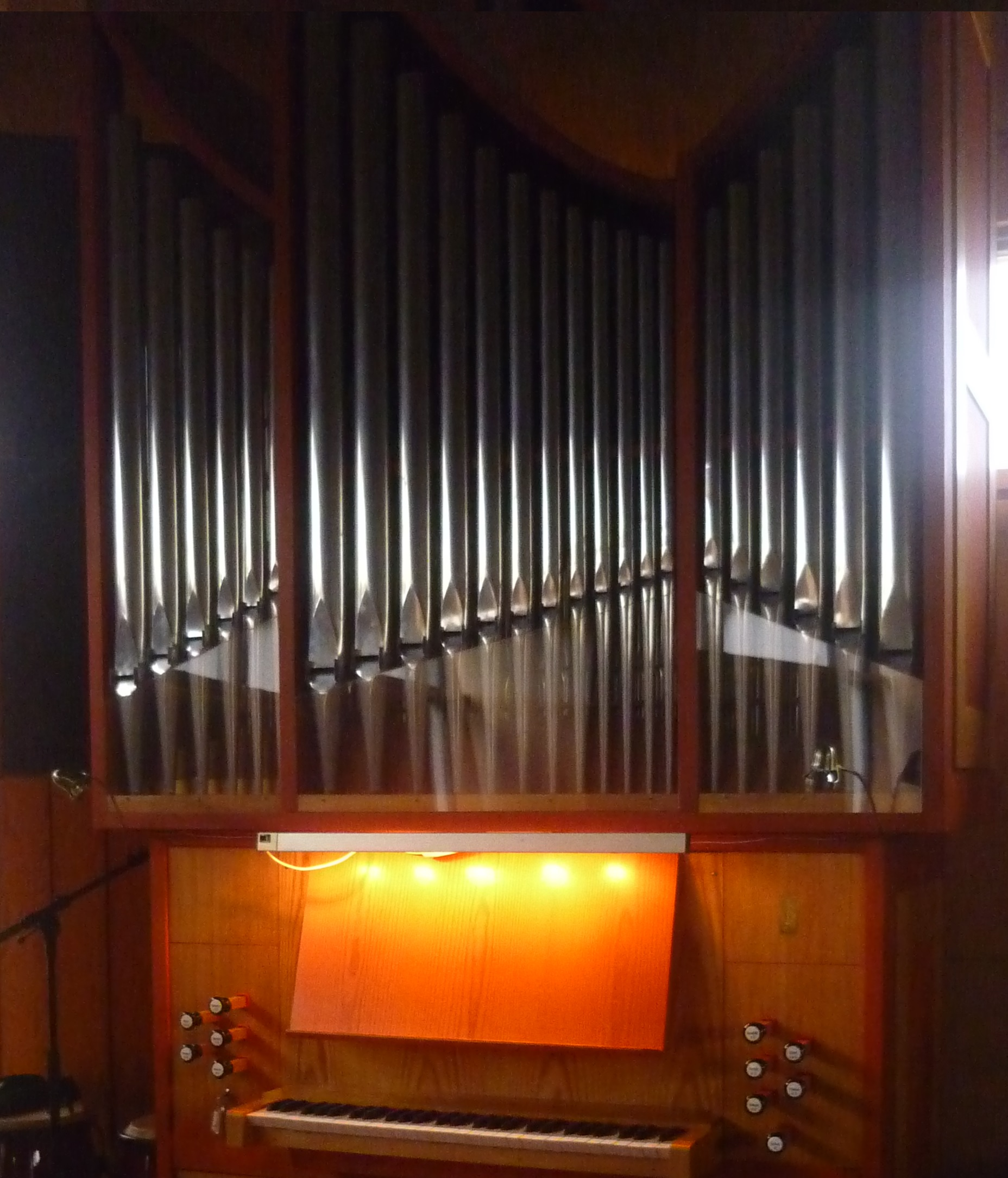
Principal 4' i fasaden på orgeln i Nådens Kapell.

En orgelstämma, även kallad stämma eller register, är i en orgel en ordnad rad orgelpipor av liknande konstruktion och klangfärg.
Om själva klangkropparna, se orgelpipa.
Orgelstämmor kan delas in i två huvudtyper efter pipornas konstruktion: labialstämmor respektive tungstämmor, sistnämnda även kallade lingualstämmor eller rörverk. Båda huvudtyperna har i sin tur undertyper som kan kategoriseras efter pipkonstruktion, klang eller musikalisk funktion.

## Labialstämmor
Bland labialstämmorna kan man efter pipornas konstruktion bland annat urskilja öppna, täckta, halvtäckta, koniska och överblåsande stämmor. Berörande tonhöjd och harmonisk funktion kan en indelning göras i grund-, alikvot- och blandstämmor. Gällande klang och musikalisk funktion kan labialstämmorna indelas i principal-, flöjt- och stråkstämmor.

### Principalstämmor
Principalerna utgör orgelns huvudstämmor. Pipkropparna är öppna och cylindriska med en medelvid mensur. Dess klang kan variera, från mjuk och fyllig till mera skarp och strykande. Principalstämmorna försöker inte imitera andra instrument, utan dess klang är specifik och utmärkande för just orgeln. 
I ett verk med flera grundstämmor av principaltyp kallas i regel enbart den lägst klingande stämman för principal. Stämmor som klingar på oktavavstånd från denna betecknas istället oktava. I ett manualverk kan en vanlig disposition vara Principal 8', Oktava 4' och Oktava 2' eller Principal 4' och Oktava 2'. I ett pedalverk kan dispositionen på samma sätt vara Principal 16', Oktava 8' osv.
Bland övriga principalstämmor märks:
- Italiensk principal: en vid principal med fyllig, mjuk klang.[4]
- Violinprincipal, Geigenprincipal: en trång principal med strykande klang. Räknas ibland till stråkstämmorna.[4]
- Svegel: en principal med svag, flöjtliknande klang.[1] Ofta smalt labierad.[4]
- Sivflöjt, Sifflöjt: en principal i 2- eller 1-fots läge med mjuk klang.[1] Mensuren liknar den italienska principalens. Räknas ibland till flöjtstämmorna.[4]
- Vox retusa, Vox candida: en 8-fots principal med flöjtliknande klang, förekommande i svenskt orgelbyggeri under början av 1800-talet.[4] Ofta utförd i trä.[1]
- Basetthorn: en mjukt intonerad 8-fots principal, förekommande i svenskt orgelbyggeri under senare delen av 1800- och början av 1900-talet.[4]
- Hornprincipal: en romantisk stämma med stråkkaraktär.[4]
- Koralbas: en 4-fots principal disponerad i pedalverket.[1]
- Oktavbas: en 8-fots principal disponerad i pedalverket.[1][2]

### Flöjtstämmor
Flöjtstämmor har i regel vidare mensur, vilket ger en rundare och mer övertonsfattig klang som kan associeras till flöjtinstrument. Piporna kan vara såväl öppna som täckta med cylindriska eller koniska pipkroppar och vara tillverkade av trä eller metall.
Bland de öppna flöjtstämmorna märks:
- Blockflöjt: en vid, konisk stämma med låg uppskärning.[2]
- Spetsflöjt: en medelvid, konisk stämma, ofta med breda labier.[1] Ibland en något principalaktig klang.[2]
- Waldflöjt: en något trängre, konisk stämma med klar och stark flöjtklang.[1]
- Gemshorn: en konisk stämma, vid eller trångmensuerad, ofta med en något beslöjad och strykande klang.[1][2][4]
- Flûte harmonique, Flûte octaviante, Traversflöjt: en öppen, överblåsande stämma.[2][4]
- Konsertflöjt: en klang liknande traversflöjtens, ofta utförd i trä.[2]
- Nachthorn: orgelns vidaste cylindriska flöjtstämma med en svag och fyllig klang.[1]
- Hålflöjt, en vid stämma i trä eller metall med kraftig och bärig klang.[2][4]
- Flauto amabile, Flûte d'amour: en trängre mensuerad stämma i trä, förekommande i svenskt orgelbyggeri under början av 1800-talet.[4]
- Unda maris: en öppen, cylindrisk eller konisk flöjtstämma. Stämd något över eller under rådande tonhöjd, vilket ger en svävande effekt i kombination med annan stämma.[4]

Bland de täckta flöjtstämmorna märks:
- Gedackt, Borduna: en täckt stämma i trä eller metall.[4]
- Subbas: en täckt stämma disponerad i pedalverket.[1]
- Gedacktpommer: en något trängre mensuerad gedackt där den tredje övertonen, kvinten, är karaktäristisk.[1][4]
- Kvintadena: den mest trångmensuerade gedackten, med låg uppskärning. Den tredje övertonen, kvinten, är tydlig i klangen.[2][4]
- Rörflöjt: en halvtäckt stämma med ett lodrätt rör i täcklocket. Den femte övertonen, tersen, är ofta framträdande.[2][4]
- Koppelflöjt: en halvtäckt stämma med koniska hattar. Den sjunde övertonen, septiman, är ofta framträdande.[4][4]
- Dubbelflöjt: en stämma med dubbla labier, ofta gjord i trä. Kan även utföras öppen.[2]

### Stråkstämmor
Stråkstämmor är öppna, cylindriska labialstämmor med trånga viddmensurer som ger en mycket övertonsrik klang och strykande ton. 
Bland stråkstämmorna märks:
- Fugara: liknar violinprincipal, men med en svagare, strykande klang.[1][4]
- Salicional, Salicet: något trängre, svagare och mer strykande än fugara.[1][4]
- Gamba, Viola da Gamba: har konstruerats på olika sätt i olika tiders orgelbyggeri. I romantisk tradition en stark, strykande stämma.[1][4]
- Violin: en trång stämma med starkare klang.[2][4]
- Eolin: den mest trångmensuerade och svagaste stråkstämman.[2][4]
- Dolce
- Spetsgamba
- Voix Céleste: en stråkstämma stämd något över rådande tonhöjd, vilket ger en svävande effekt i kombination med annan stämma.[4]
- Violon, Violoncell, Kontrabas: stråkstämmor disponerade i pedalverket, motsvarande gamba eller violinprincipal.[1][4]

### Alikvotstämmor
Alikvotstämmor kallas de stämmor som inte klingar i oktavförhållande till tonhöjden, utan syftar till att förstärka andra övertoner. De vanligaste alikvotstämmorna klingar i kvint- eller tersläge. Även andra alikvotstämmor, som septim och nona, är förekommande. 
Bland alikvotstämmorna i kvintläge märks:
- Kvinta: en kvintstämma av principalmensur.[1]
- Nasat, Nasard: en kvintstämma med vidare, flöjtaktig mensur.[1]
- Larigot: en kvintstämma av vid principalmensur, oftast i läget 1 ⅓′.[1]
- Spetskvint: en spetsflöjt i kvintläge med nasal klang.[2]
- Gemskvint: ett gemshorn i kvintläge.[1]

### Blandstämmor
Blandstämmor kallas alla de stämmor som är flerkoriga, dvs där stämman har flera klingande pipor för varje tangent. Blandstämmorna indelas i repeterande och icke-repeterande.
Bland de repeterande blandstämmorna märks:
- Mixtur: orgelns vanligast förekommande blandstämma. Antalet kor varierar från två och uppåt.[4]
- Scharf: en blandstämma med i regel färre korantal och högre tonläge.[1][4]
- Cymbel: en två- till trekorig stämma av trängre mensur och med det högsta tonläget.[1][4]
- Harmonia aeterea: en mixtur med mycket trång mensuer, ibland kallad stråkmixtur. Ofta trekorig, ibland innehållande terskor.

Bland de icke-repeterande blandstämmorna märks:
- Sesquialtera: i regel en tvåkorig stämma med ters- och kvintstämda pipor, där terskoret klingar ovanför kvintkoret.
- Kornett, Cornett, Cornet: en tre- till femkorig stämma, vari ingår oktav-, kvint- och tersstämda pipor.
- Tertian: en tvåkorig stämma med ters- och kvintstämda pipor, där kvintkoret klingar ovanför terskoret.
- Rauschkvint: en låg mixtur utan repetition.[4]

## Tungstämmor
Bland tungstämmorna kan man framförallt urskilja koniska, cylindriska, och de med förkortad uppsats, regaler. Dessutom märks den ovanliga typen genomslående rörverk, som vanligtvis utformas som en kraftigare byggd harmoniumstämma.

### Koniska tungstämmor
- Trumpet: den vanligaste tungstämman med en kraftig klang.
- Clairon, Klarin: motsvarande en trumpet i 4-fotsläge.
- Basun: en vidmensuerad stämma i pedalverket, ofta med uppsatser av trä.
- Corno: vanligtvis en svagare stämma med trumpetkaraktär
- Fagott: vanligtvis en stämma med trängre mensur och tunnare klang.
- Oboe: en stämma där övre delen av uppsatsen är utvidgad. Ibland öppen upptill, ibland försedd med vridlock som ger en mjukare klang.
- Skalmeja

### Cylindriska tungstämmor
- Krumhorn: en trångmensuerad stämma med övertonsrik klang.
- Klarinett: en vidare stämma. Kan också vara genomslående.
- Dulcian: vanligtvis en något trängre stämma med uppsatser delvis täckta av lock.
- Zinka

### Regaler
- Regal
- Rankett
- Vox humana
- Sordun

### Genomslående tungstämmor
- Eufon

## Tonhöjd och fottal
En orgelstämmas tonhöjd anges av dess fottal, vilket visar på längden hos den lägsta pipan i en öppen stämma av motsvarande tonhöjd. Sålunda har en öppen åttafotsstämma, till exempel Principal 8′, som sin lägsta ton C i stora oktaven (64 hertz) en pipa som är åtta fot lång. En fyrafotsstämma har hälften så långa pipor och klingar en oktav högre, en tvåfots ytterligare en oktav längre upp. Den öppna tvåfotsstämmans lägsta pipa är alltså 2 fot lång och ljuder ettstrukna c. Många mindre orglar har även en Subbas 16′, vanligen i pedalen. Den klingar sålunda en oktav lägre än åttafotsstämman (från kontra-C). Eftersom denna stämma är täckt (varje pipa är upptill täckt med ett lock) blir dess längsta pipa ändå i verkligheten bara åtta fot lång. De täckta stämmorna ljuder nämligen som en öppen stämma av dess dubbla fottal och längd. Inte heller för rörstämmorna sammanfaller uppsatsens längd i fot med tonhöjden.
Stora orglar kan ha 32-fotsstämmor. Öppna stämmor i detta tonläge är ovanliga, eftersom de största piporna måste göras nästan tio meter långa. Några orglar har till och med 64-fotsstämmor.
Ibland används kvintalikvoter för att förstärka undertoner och simulera pipor av högre fottal. Exempelvis kan en pipa som ljuder kontra-C, lägsta tonen i en 16-fotsstämma, tillsammans med sin kvint kontra-G resultera i svängningar som kan uppfattas som subkontra-C (lägsta tonen i en 32-fotsstämma). Kvintalikvoter som Qvinta 12'  förekommer därför i pedalverken hos vissa orglar, som alternativ till självständiga 32-fotsstämmor.
En stor orgel med pedalklaviaturomfång från stora C till ettstrukna f och manualklaviaturomfång från stora C till trestrukna a, når alltså med 32-fotsstämmans lägsta ton subkontra-C (16 hertz), medan 1-fotsstämmans högsta ton blir sexstrukna a.

## Handhavande och stämning
Labialstämmor är känsliga för förändringar i luftegenskaper, och framförallt temperatur, då pipornas tonhöjd påverkas. Eftersom tungstämmor är mindre känsliga medför detta att de olika stämtyperna inte stämmer ihop vid ändrad temperatur. Rättelse sker genom att stämma tungstämmorna; dessa är mycket färre i antal och också lättare att stämma. Till en organists vardag hör att stämma rörverket i orgeln någon gång per vecka eller oftare, medan för att stämma labialstämmorna en orgelbyggare mer sporadiskt anlitas.